# 管輅
管 輅（かん ろ、209年 - 256年）は、中国三国時代の占師。字は公明。冀州平原郡の人。弟は管辰・他一名。

## 経歴
管輅は占いによって先を見通す能力があったと言われ、そのことは『三国志』「方技伝」において記述されている。
管輅は幼少期から星を見るのが好きで、成人してから易経などの勉学に励んだ。そのため、占師としての不思議な能力が身についたと言われている。だが、素性の怪しい者と平気で付き合う一面があったことから、彼を慕う人物は少なかったものの、いつも素直な心で人に接したので、決して嫌われていたわけではなかったという。また、犯罪が起こると犯人を言い当てたため、やがて彼の回りから犯罪が絶えたという。さらに射覆（器の中に物を入れて中身を当てさせる遊び）をすると、ほとんど間違いなく中身を言い当てた。
人の誕生日や寿命を占いによって言い当てることができた。劉奉林という者の妻の病が重くなり、正月頃には棺や葬送の道具も一式買い揃えられたが、管輅は占って「八月辛卯の日の日中の時刻がご寿命です」と言った。劉奉林がこれを信じず、また妻の病も快方に向かったが、秋になって病が再発し、結局その妻は管輅の言った時刻に亡くなった。また鍾毓の元を管輅が訪れた時、鍾毓が自分の誕生日を占わせると、管輅はぴたりと言い当て些かな狂いも生じさせなかった。このため鍾毓は大いに驚き、寿命を占わせることをしないようにさせたという。
正始9年（248年）12月28日、曹爽の側近として羽振りをきかせていた何晏に招待された。何晏は「三公に出世できるか」と彼に質問し、さらに「蝿が数十匹、鼻の頭にたかって、追い払っても逃げていかないという夢を見た。これは何を意味しているのか」と問うた。管輅は「鼻はあなたの地位を表すものですが、そこに蝿という醜悪なものが寄ってまいりました。これは、険しい所に地位を占める者は転がり落ち、他人を侮り傲るものは滅びるという証です」と警告した。何晏の側近が「そんなことは年寄り共のいつもの言いぐさだ」と反論すると、管輅は「年寄りという者は、生を超えたものを見ることができます。ですからいつもの言いぐさの中に、言葉を超えた深い意味が表れるのでございます」と答えた。何晏はこれらのやり取りを聴いた後、管輅に「年が明けたら、もう一度会おう」と言った。
帰宅してから母の兄弟の夏氏（名は不明）にこのことを話すと、夏氏は「発言が明け透け過ぎている」と責めた。管輅が「死人と話をしているのに、何を恐れる必要がありましょうや」と言ったので、夏氏は怒り、「気が狂ったのではないか」と思った。ところが、年が明けて十日もしない内に何晏たちが司馬懿に殺されたので、夏氏も敬服したという。『管輅別伝』によると管輅は何晏について、裴冀州（裴徽）・鄧尚書（鄧颺）・劉太常（劉寔）・劉潁川（劉智）と共に「この5人と話すと、精神が清らかに活動して眠くなる暇もない」と評価していた。一方で、何晏誅殺後には「彼は小さな巧みさを才能にしていた」と評している。
正元2年（255年）、弟の管辰は「大将軍（司馬昭）はあなたに厚意を持っていますから、富貴な身分が望めますね」と言った。しかし、管輅は自分の寿命が47歳か48歳の頃に尽きるであろうと予言した。そして予言通り、翌3年（256年）2月、48歳の時に病死した。

## 『三国志演義』における管輅
小説『三国志演義』では神憑りの占師として登場し、19歳で寿命が尽きる男(後述)・魯粛の死・曹操の支配下である許昌で金禕らの反乱が起きること・劉備の漢中侵攻・夏侯淵の戦死、を予言する。
『演義』で出てくる有名な話としては、19歳になる趙顔という若者の顔相を見て、趙顔があと数日で死ぬことを告げる話がある。自らの死を伸ばして貰おうと趙顔が管輅に嘆願すると、「碁を打つ老人二人が桑の木の下にいるので、饗して寿命を延ばして貰うように頼め」と伝えられる。趙顔がすがる思いでその老人二人と会い、管輅に言われた通りに持て成し、寿命を延ばして貰うように頼んでみると、その老人は十九と書かれた紙に九を加えて九十九とする。すると趙顔の寿命が延び、数日経過しても死ぬことがなくなったというのである。後日、趙顔が管輅に二人の老人のことについて聞くと「あの老人達は死を司る「北斗」と、生を司る「南斗」であったのだ」と伝えられたことになっている。